# A.J. Hinch
Andrew Jay Hinch (Waverly, 15 maggio 1974) è un allenatore di baseball ed ex giocatore di baseball statunitense.

## Carriera
Hinch giocò nella MLB come ricevitore per gli Oakland Athletics (1998–2000), i Kansas City Royals (2001–2002), i Detroit Tigers (2003) e i Philadelphia Phillies (2004).
Hinch fu nominato manager degli Arizona Diamondbacks l'8 maggio 2009, sostituendo Bob Melvin, anche se non aveva mai allenato a nessun livello. All'età di 34 anni era il più giovane manager della Major League. Fu licenziato il 1º luglio 2010, dopo avere iniziato la stagione con un record di 31–48. Overall, Hinch compiled an 89–123 record in 212 games. La sua percentuale di vittorie del 42% fu la seconda peggiore della storia della franchigia.
Dopo avere lavorato come vice responsabile degli osservatori dei San Diego Padres dal 21 settembre 2010 al 5 agosto 2014, Hinch fu assunto il 29 settembre 2014 come nuovo allenatore degli Houston Astros. Malgrado il club fosse stato uno dei peggiori della MLB negli anni precedenti, riuscì subito a portarlo ai playoff per la prima volta dalla stagione 2005, con una wild card, venendo eliminato dai Kansas City Royals dopo avere battuto i New York Yankees nel primo turno.
Nel 2016 Houston ebbe una partenza lenta e malgrado l'essersi ripresa nel prosieguo della stagione, chiuse con un bilancio di 84-78, non riuscendo a fare ritorno ai playoff.
Nel 2017, gli Astros vinsero la propria division con un record di franchigia di 101 vittorie. Nei playoff batterono i Boston Red Sox e i New York Yankees, qualificandosi per le World Series 2017, la seconda apparizione della loro storia. La serie si concluse con Hinch che guidò la squadra alla vittoria per quattro gare a tre contro i Los Angeles Dodgers, conquistando il suo primo titolo in 56 anni di esistenza. Con la vittoria in gara 7, la 14ª nella post-season, Hinch divenne l'allenatore più vincente degli Astros nei playoff.
Il 13 gennaio 2020, in seguito allo scandalo dei segnali rubati dagli Astros, Hinch venne sospeso per un anno dalla MLB e venne licenziato dalla squadra di Houston. Il 30 ottobre 2020, dopo aver scontato la squalifica, Hinch firmò un contratto biennale per svolgere il ruolo di allenatore con i Detroit Tigers.

## Palmarès

### Nazionale
Olimpiadi
- Atlanta 1996:  Bronzo

### Allenatore
- World Series: 1

Houston Astros: 2017